# ScreamRide
ScreamRide est un jeu vidéo de réflexion développé par Frontier Developments et édité par Microsoft Studios, sorti en 2015 sur Xbox One et Xbox 360.

## Accueil
- Jeuxvideo.com : 12/20[1]